# Улус-Керт
Улус-Керт (рос. Улус-Керт) — село у Шатойському районі Чечні Російської Федерації.
Населення становить 764 особи. Входить до складу муніципального утворення Улус-Кертське сільське поселення.

## Історія
Згідно із законом від 20 лютого 2009 року органом місцевого самоврядування є Улус-Кертське сільське поселення.

## Населення
| 1990 | 2002 | 2010 | 2012 | 2013 | 2014 | 2015 |
| ---- | ---- | ---- | ---- | ---- | ---- | ---- |
| 610  | ↘563 | ↗645 | ↗678 | ↗690 | ↗691 | ↗703 |
| 2016 | 2017 | 2018 | 2019 |      |      |      |
| ↗716 | ↗739 | ↗751 | ↗764 |      |      |      |